# Esmeralda (balet)

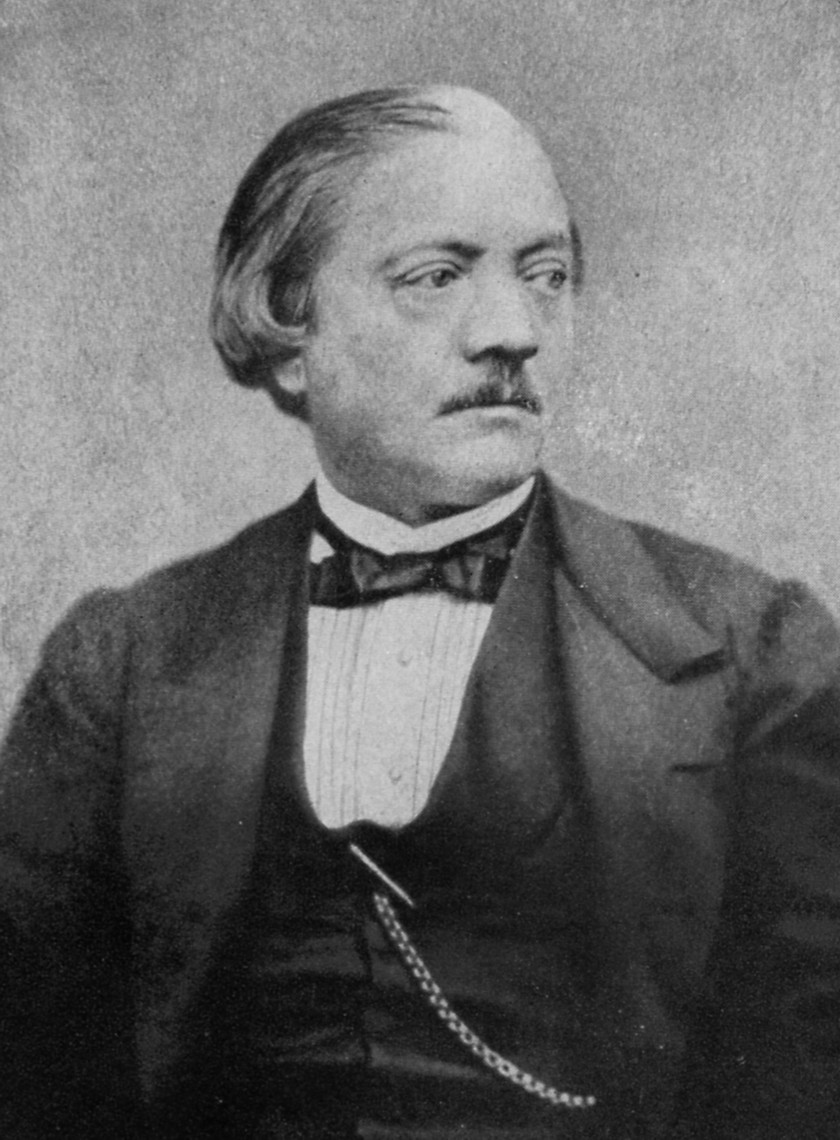
Jules Perrot, twórca baletu Esmeralda, ok. 1850

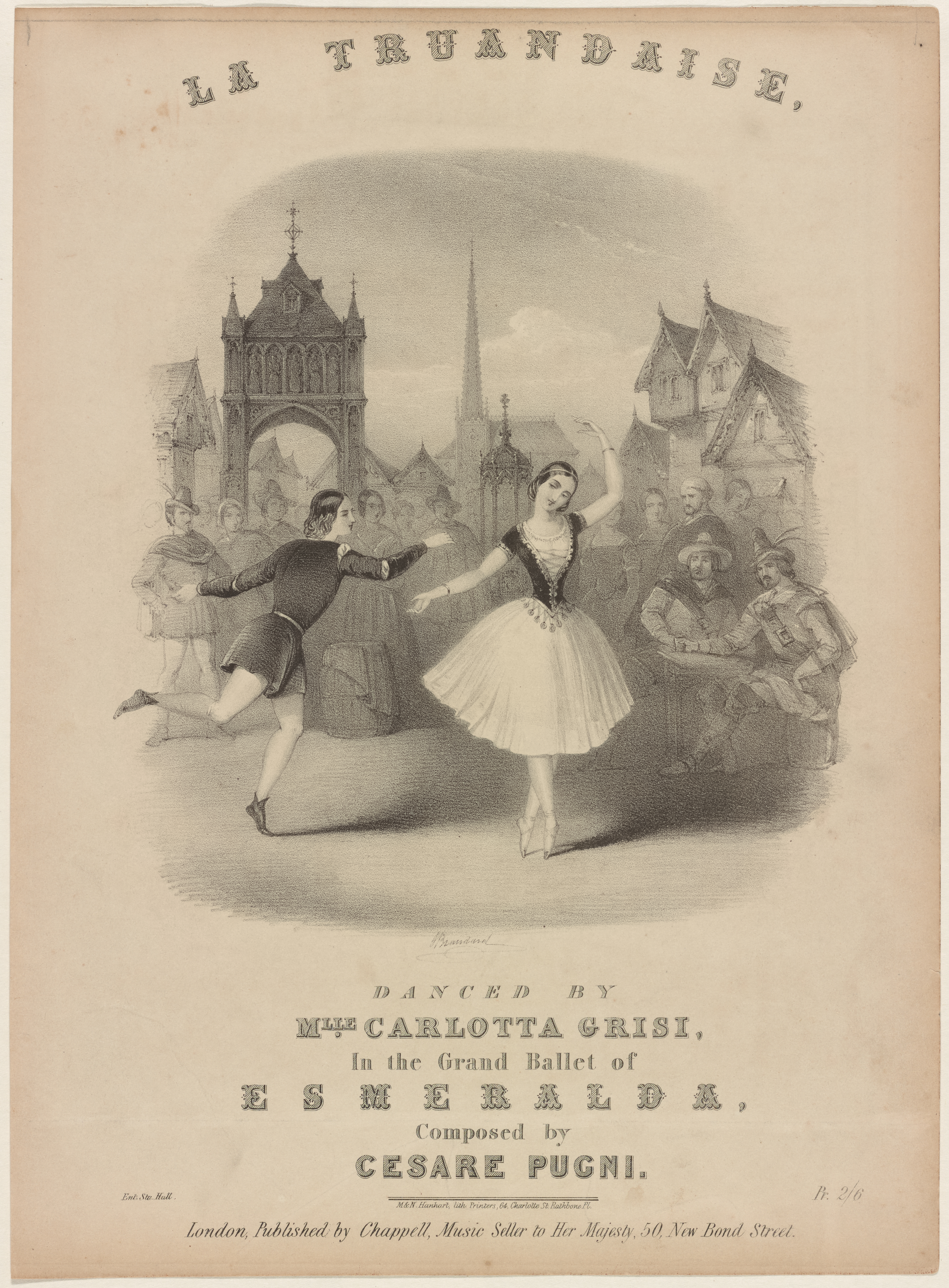
Carlotta Grisi i Jules Perrot w Esmeraldzie, 1844

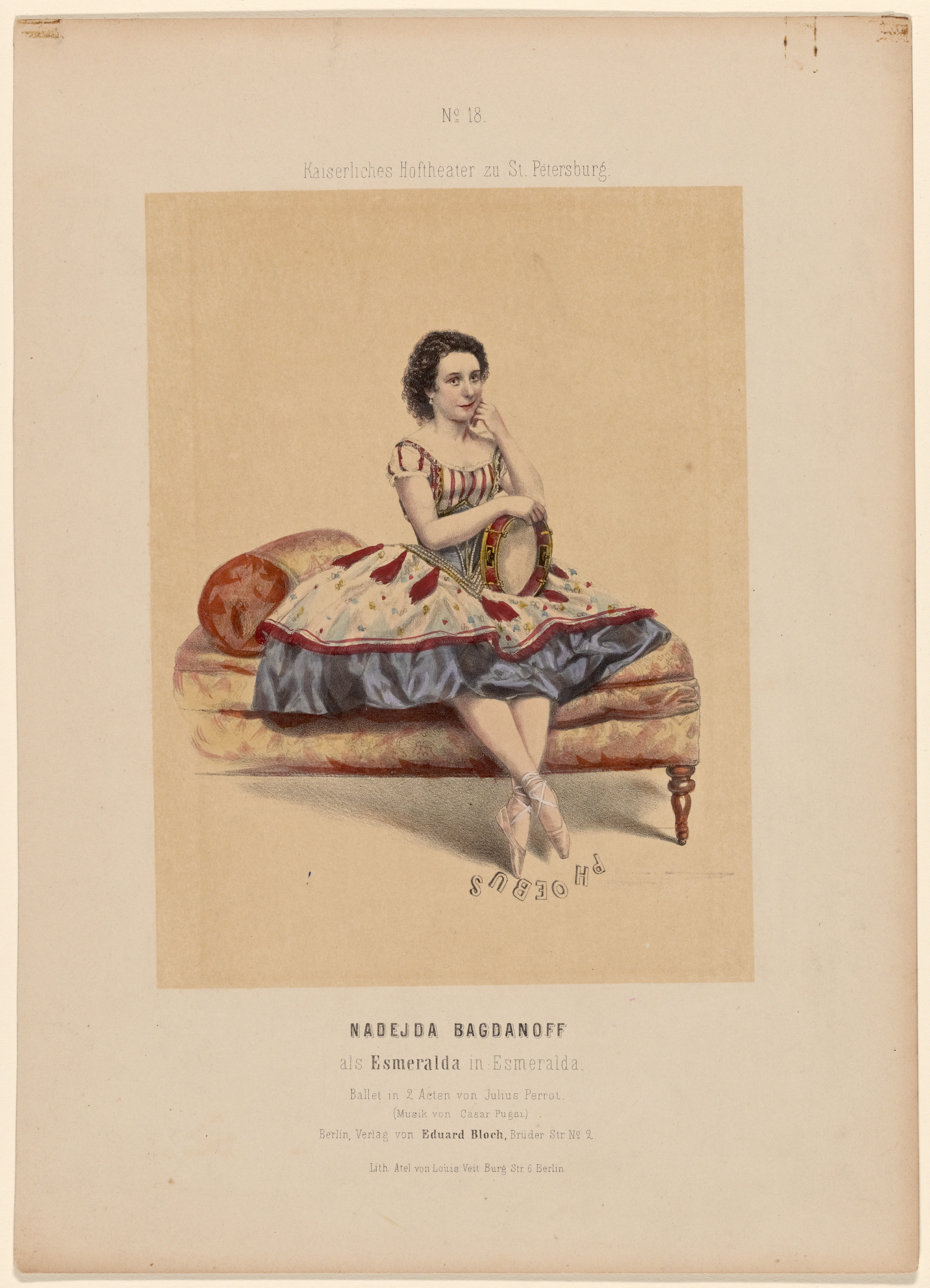
Nadieżda Bogdanowa jako Esmeralda, 1859

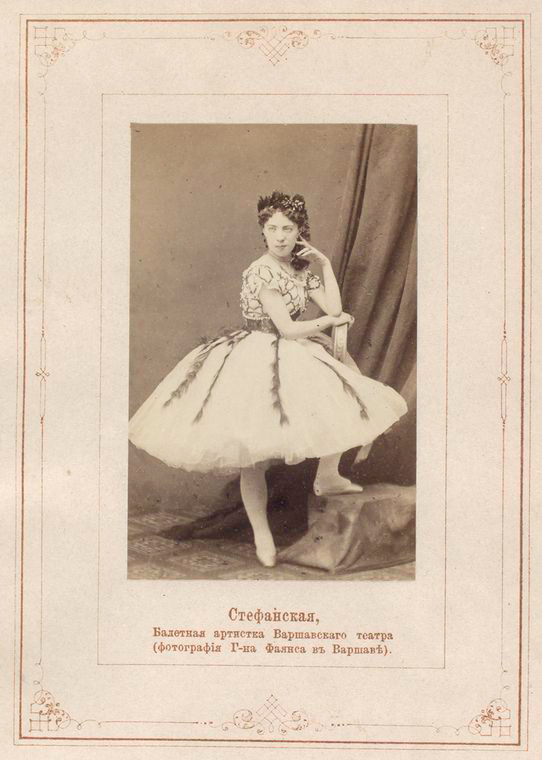
Kamila Stefańska jako Esmeralda, 1865

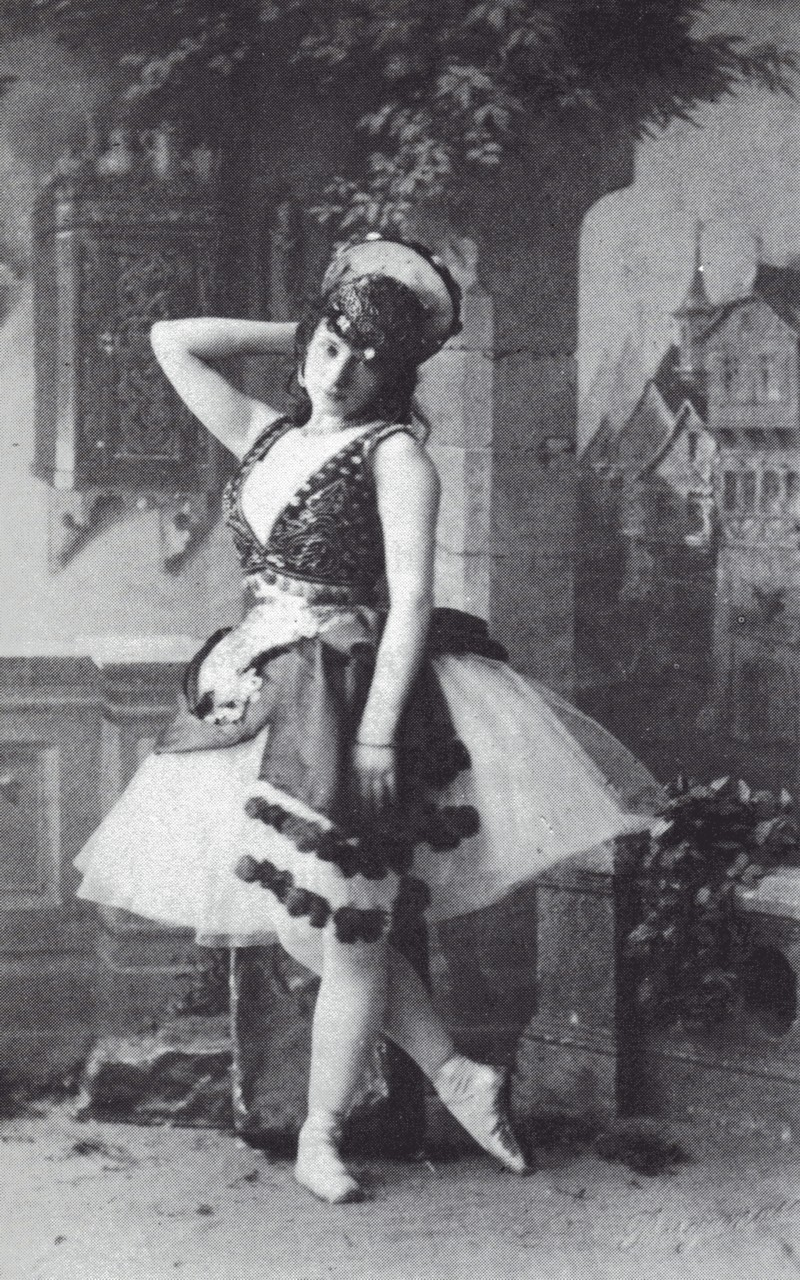
Virginia Zucchi w roli Esmeraldy,1886

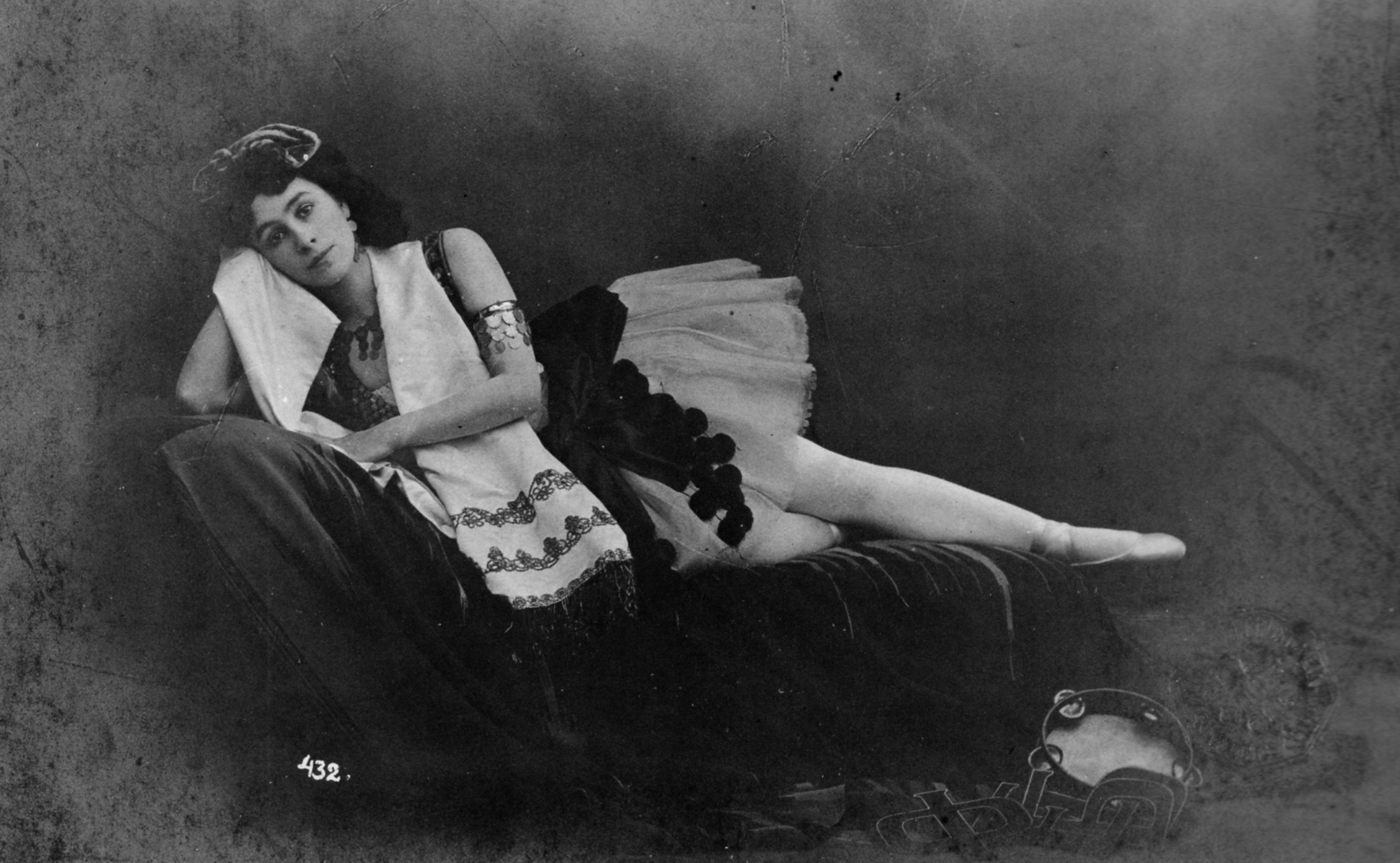
Matylda Krzesińska jako Esmeralda, 1898

Esmeralda (La Esmeralda) – wielki balet Jules’a Perrota w 3 aktach, 5 obrazach według powieści Victora Hugo Katedra Marii Panny w Paryżu.

## Prapremiera
9 marca 1844, Her Majesty's Theatre, Londyn
- Libretto: Jules Perrot
- Choreografia: Jules Perrot
- Muzyka: Cesare Pugni
- Dekoracje: William Grieve
- Kostiumy: Mme Copère
- Maszynerie: D. Sloman

## Premiera polska
4 września 1851, Teatr Wielki, Warszawa
- Libretto: Jules Perrot
- Choreografia: Roman Turczynowicz wg Jules’a Perrota
- Muzyka: Cesare Pugni w opracowaniu Józefa Stefaniego[2]
- Dekoracje: Antonio (Antoni) Sacchetti[3]
- Kostiumy: Ewa Gwozdecka i Gustaw Guth[3]

## Osoby
| Rola                                                                       | Her Majesty's Theatre, Londyn, 1844    | Teatr Wielki, Warszawa, 1851       |
| -------------------------------------------------------------------------- | -------------------------------------- | ---------------------------------- |
| Esmeralda, Cyganka, tancerka uliczna                                       | Carlotta Grisi                         | Konstancja Turczynowicz            |
| Fleur de Lys, narzeczona Febusa                                            | Adelaîde Frassi                        | Filipina Damse                     |
| Mme Aloise de Gondelaurier, matka Fleur de Lys                             | Mme Copère                             |                                    |
| Diane, przyjaciółka Fleur de Lys                                           | Thérèse Ferdinand                      |                                    |
| Beranger, przyjaciółka Fleur de Lys                                        | Jenny Barville                         |                                    |
| Phoebus de Chateaupers, kapitan gwardii                                    | Arthur Saint-Léon                      | Aleksander Tarnowski               |
| Claude Frollo, zakonnik                                                    | Louis-François Gosselin                | Feliks Krzesiński                  |
| Pierre Gringoire, poeta                                                    | Jules Perrot                           | Antoni Tarnowski                   |
| Quasimodo, dzwonnik katedry Notre-Dame                                     | Antoine-Louis Coulon                   | Hipolit Meunier                    |
| Clopin Trouillefou, król żebraków                                          | p. Gouriet                             | Jan Popiel                         |
| Żebracy, Żołnierze gwardii, Strażnicy więzienia, Mieszczanie i Mieszczanki | pp. Venafra, Baraschini, Bertram i in. | Louis Royer, Józef Orczyński i in. |

W późniejszych latach rolę Esmeraldy tańczyły w Teatrze Wielkim kolejno:
- Karolina Straus (od 1853)
- Maria Freytag (od 1854)
- Kamila Stefańska (od 1865)
- Ludwika Kowalska (od 1868)
- Zofia Mikulska (od 1888)
- Leontyna Dąbrowska (od 1889)
- Michalina Rogińska (od 1894)
- Cecilia Cerri (od 1904)

oraz gościnnie:
- Carlotta Grisi (1853),
- Nadieżda Bogdanowa (1855/56, 1857, 1866)
- Claudina Cucchi / Couqui (1865, 1867, 1868)
- Henriette D'Or / Dor (1869)
- Virginia Zucchi (1887, 1888)
- Matylda Krzesińska (1903)